# Jean de Lodi
Pour les articles homonymes, voir Lodi (homonymie).
Jean de Lodi, né à Lodi Vecchio en Lombardie possession du Saint-Empire romain germanique vers 1025 et mort à Gubbio en Ombrie, États pontificaux le 7 septembre 1105 ou 1106, est un ermite camaldule italien du XIe siècle devenu évêque de Gubbio à la fin de sa vie. Il est surtout connu pour avoir été le secrétaire et confident de Pierre Damien. 

## Éléments biographiques
Peu d'informations nous sont parvenues sur la première partie de sa vie si ce n'est qu'il reçut dans sa jeunesse une excellente éducation et qu'il était un lettré. Sa vie bascule en 1059 à la suite de sa rencontre avec Pierre Damien, cardinal et évêque d'Ostie, qui se rendait à Milan pour une mission papale. Une amitié réciproque naîtra de cette rencontre. Peut-être sous son influence il décide de se faire ermite et entre au monastère camaldule de Fonte Avellana, monastère où Pierre Damien se retirera aussi. Devenu son homme de confiance il l'accompagne dans ses différents voyages. Pierre Damien le prend comme son secrétaire particulier et le charge de relire et corriger ses manuscrits. 
À la suite de la mort de Pierre Damien en 1072 il entreprend la rédaction de la biographie de son mentor et ami. Plusieurs fois nommé abbé de son monastère en 1082 et en 1100 sa vie prend un dernier tournant lorsqu'il est choisi pour devenir évêque de Gubbio en 1104. Âgé et malade il meurt néanmoins deux ans après sa nomination en 1105 ou 1106.

## Vénération
Même si jamais officiellement canonisé Jean de Lodi est vénéré comme un saint par l'Église Catholique et est fêté le 7 septembre.